# Néoesquimaux

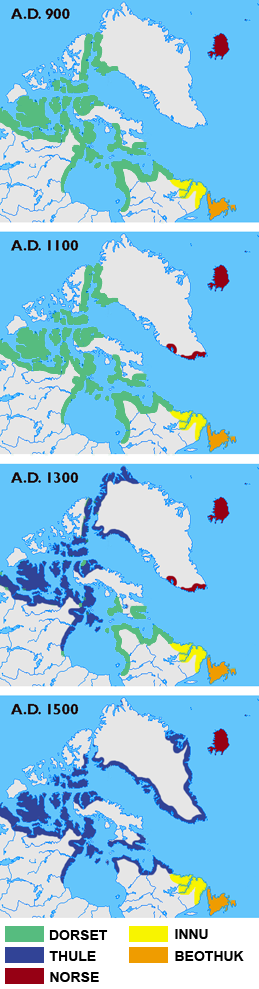
Cultures arctiques

Les Néoesquimaux, ou Néoeskimos et Néo-Eskimos, sont des peuples ayant vécu entre 800 et 1600 en région Arctique (en Alaska, au Canada et au Groenland). Ils sont très probablement les ancêtres des Inuits,,,,.
La civilisation néoesquimaude, constituée des peuples thuléens, Okvikiens, vieux bérigniens, punukiens et birnirkiens, a été précédée par celles des Paléoesquimaux,,,
,.